# 薩拉托加 (密西西比州)
薩拉托加（英語：Saratoga）是位於美國密西西比州辛普森縣的非建制地區。

## 歷史
薩拉托加的郵局於1900年設立，其後於1920年停運。

## 地理
薩拉托加所處的海拔為高於海平面104米（即341英呎），而該地所採用的時區為UTC-6，即北美中部時區（CST）。同時該地設有夏令時間，為UTC-6調快一小時，即UTC-5（CDT）。